# مرتضی قربانی
مرتضی قربانی (زاده ۱۳۳۶ برخوار اصفهان) سرتیپ سپاه پاسداران انقلاب اسلامی است، که هم‌اکنون به‌عنوان مشاور رئیس ستاد کل نیروهای مسلح و مشاور عالی فرمانده کل سپاه پاسداران فعالیت می‌کند، همچنین او از سال ۱۴۰۰ تاکنون ریاست فدراسیون تیراندازی ایران را برعهده دارد.
وی در طول جنگ ایران و عراق از فرماندهان سپاه پاسداران بود و بنیانگذار و نخستین فرمانده لشکر ۲۵ کربلا و لشکر ۵ نصر به‌شمار می‌آید. قربانی در تمامی عملیات‌های گسترده سپاه در طول جنگ ایران و عراق حضور فعال داشت و در عملیات‌های فتح‌المبین، بیت‌المقدس، محرم و والفجر ۸ نقشی کلیدی داشت. او در فاصله سالهای ۱۳۷۰ تا ۱۳۷۶ فرماندهی لشکر ۱۴ امام حسین را برعهده داشت. قربانی برای پاسداشت خدماتش در جنگ، ۳ بار نشان فتح دریافت کرد.

## زندگی
مرتضی قربانی به سالِ ۱۳۳۶ در شهرستان برخوار، اصفهان زاده شد. او در سال ۱۳۵۸ با تشکیل سپاه پاسداران انقلاب اسلامی، به این نهاد پیوست و از اولین نیروهای سپاه پاسداران بود، که سال ۱۳۵۸ برای سرکوب ناآرامی‌های گروه‌های مسلح مخالف نظام جمهوری اسلامی، به کردستان رفته بود. وی با شروع جنگ ایران و عراق راهی خوزستان شد. در نبرد خرمشهر و سپس محاصره آبادان نقش فعالی داشت و در عملیات شکست حصر آبادان در جبههٔ ذوالفقاریه بود. قربانی بنیان‌گذار تیپ ۲۵ کربلا (که بعدها به لشکر ۲۵ کربلا ارتقاء یافت) می‌باشد و در عملیات‌های بیت‌المقدس و محرم، فرماندهی این تیپ را برعهده داشت. او در دوران جنگ، مدتی نیز فرمانده لشکر ۵ نصر و لشکر ۱۴ امام حسین بود. وی در مجموع، در تمامی عملیات‌های گسترده در طول جنگ ایران و عراق حضور داشت.
همسر مرتضی قربانی؛ شهناز اشکیان، از نیروهای داوطلبی بوده که در مناطق جنگی برای کمک به نیروهای ایرانی حضور داشته‌است و نسبت فامیلی نیز با او دارد. همسر قربانی گفته‌است:
بعد از عملیات بیت‌المقدس، برای دیدار خانواده به اصفهان آمدم. همان زمان بود که آقا مرتضی به خواستگاری آمد. در آن زمان فرمانده لشکر ۲۵ کربلا بود.
این زوج در ابتدای زندگی‌شان در شهرک بهشتی اهواز مستقر شدند. همسرش می‌گوید که هر سه تا چهار ماه یک بار از شهری به شهر دیگر منتقل می‌شدند. به طوری‌که فرزند اول‌شان در اهواز و فرزند دوم‌شان در ایلام به دنیا آمده‌است.
قربانی تا سال ۱۳۷۶ فرمانده لشکر ۱۴ امام حسین بود. وی در انتخابات ۱۳۷۶ از محمد خاتمی حمایت کرد و در دولت اصلاحات مشاور محمد خاتمی در امور ایثارگران بود. با این وجود سال ۱۳۷۸ در پی حمله به کوی دانشگاه تهران او از امضاءکنندگان نامه تهدیدآمیز به رئیس‌جمهور بود. قربانی تا سال ۱۳۹۴ رئیس «سازمان موزه انقلاب اسلامی و دفاع مقدس» بود و از ۱۳۹۴ مشاور رئیس ستاد کل نیروهای مسلح در «امور حفظ آثار و نشر ارزش‌های دفاع مقدس» است. او همچنین مشاور عالی فرمانده سپاه پاسداران نیز می‌باشد.

### جنگ ایران و عراق
بنابر خاطرات فرماندهان سپاه پاسداران، پس از گذشت مدتی از محاصره آبادان توسط نیروهای عراقی، حدود ۲۰۰ نفر از نیروهای داوطلب، در قالب ۳ گروهان رزمی سپاه به فرماندهی مرتضی قربانی به همراه یک گروهان از نیروهای لشکر ۷۷ خراسان نیروی زمینی ارتش، به فرماندهی سرهنگ منوچهر کهتری، به نیروهای عراقی در کوی ذوالفقاری، آبادان حمله کردند و موفق شدند آن‌ها را به آن سوی بهمنشیر عقب برانند و پل‌های نصب شده توسط ارتش عراق را منهدم کنند.
یحیی رحیم‌صفوی دربارهٔ حضور قربانی در عملیات ثامن‌الائمه (شکست حصر آبادان) می‌گوید:
در محورهای ایستگاه‌های ۷ و ۱۲، جعفر اسدی، فرمانده و مرتضی قربانی معاون بود. اما با سر و زبانی که مرتضی داشت، همیشه خودش را جلو می‌انداخت.
مرتضی قربانی در سال‌های ابتدایی دهه ۶۰، از طرف محسن رضایی، فرمانده سپاه پاسداران، مأمور می‌شود لشکر ۲۵ کربلا را بنیان نهد؛ لشکری که از نیروهای استان‌های مازندران و گلستان تشکیل شده بود. فرماندهی مرتضی قربانی بر این لشکر اما برخلاف روال رایج سپاه بود که معمولاً فرماندهان لشکرهای هر استان از نیروهای سپاه آن استان انتخاب می‌شدند. این تجربه اما بار دیگر تکرار شده و او مسوول پایه‌گذاری لشکر ۵ نصر خراسان می‌شود. محمدباقر قالیباف و نورعلی شوشتری، از جمله نخستین فرماندهان تیپ‌های این لشکر در زمان تشکیل آن بودند.
در عملیات طریق القدس، مرتضی قربانی که نزدیک «پل سابله» می‌جنگید، از خستگی به خواب رفته بود و گم شد. روایت این ماجرا در مستند آخرین روزهای زمستان، انتقادهای برخی از نیروهای سپاه پاسداران را برانگیخت. منتقدان می‌گفتند این سریال مستند ماجرای به خواب رفتن مرتضی قربانی را به‌طور تمسخرآمیزی روایت می‌کند.
علی صیاد شیرازی در کتاب «در کمین گل سرخ»، دربارهٔ این ماجرا گفته‌است:
عراقی‌ها هم در خط خوابیده بودند. شب دوم در محور پایین یک گلوله هم شلیک نشد. از زور خستگی و فرسودگی، دو طرف از پا درآمده بودند.
پیش از انجام عملیات والفجر۸ برای تصرف فاو، مرتضی قربانی به‌خاطر خوابی که همسرش دیده بود، به محسن رضایی و عباس محتاج، فرمانده قرارگاه کربلا، گفته بود: «اگر شما می‌خواهید من در این عملیات شرکت کنم و لشکر ویژه ۲۵ کربلا خط‌شکن شود و موفق شویم، رمز عملیات را باید «یا فاطمه زهرا» بگذارید». در همین عملیات فاو، محسن رضایی از تولیت آستان قدس رضوی می‌خواهد که پرچم روی حرم امام رضا را به جبهه بفرستند. او پرچم را همراه نامه‌ای برای مرتضی قربانی می‌فرستد تا پس از تصرف فاو، آن را روی مناره مسجد این شهر قرار دهد.
محسن رضایی، فرمانده سپاه پاسداران گفته‌است:
در عملیات کربلای۱، فرمانده گردان خط شکن لشکر ۲۵ کربلا اعلام کرد امکان پیش‌روی در این محور وجود ندارد. در این لحظه به دستور مرتضی قربانی، فرمانده لشکر۲۵ کربلا، کلیه خودروهای موجود در منطقه، اعم از تویوتا، وسایل مهندسی، ادوات و زرهی با چراغ روشن و با سرعت به طرف خط حرکت کردند. با حرکت این ستون و وارد شدن در میدان نبرد، نیروهای دشمن متزلزل شدند و بدون مقاومت در خور توجهی، عقب‌نشینی کردند.
غلامعلی رشید، از فرماندهان ارشد جنگ، نیز دربارهٔ عملیات کربلای ۴ که به دلیل لو رفتن در میانه کار متوقف شد، گفته‌است:
البته ساعت پنج صبح آقای قاسم سلیمانی و مرتضی قربانی پشت بی‌سیم فریاد می‌زدند که وارد «ام‌الرصاص» شدیم و می‌خواهیم عبور کنیم و وارد «ام‌الخسیب» شویم؛ یعنی با روحیه‌ای بسیار قوی دم از پیروزی می‌زدند ولی سایر واحدها این‌طور نبودند.
قربانی سال ۱۳۹۳ در سخنانی گفت:
در کربلای ۴ کوتاهی کردیم و غرور ما را گرفت، اما برای کربلای ۵ امید بستیم به خدا و دست به دعا شدیم. در عملیات کربلای ۵ که به شکل غرورآفرینی انجام شد و به پیروزی رسیدیم و ۱۹ هزار شهید تقدیم کردیم.
محمدعلی جعفری در خاطراتش می‌گوید:
چند روز پیش از عملیات طریق‌القدس، مرتضی قربانی که فرمانده تیپ کربلا بود، در اعتراض به این که خودرو ندارد، در یک اقدام اعتراضی، با الاغ به جلسه فرماندهان آمده بود.

### پس از جنگ
مرتضی قربانی در انتخابات ریاست جمهوری ۱۳۷۶ از محمد خاتمی حمایت کرد. اما پس از رخدادهای تیرماه ۱۳۷۸ و حمله به کوی دانشگاه تهران او از امضاکنندگان نامه تهدیدآمیز به رئیس‌جمهور بود.
پس از انتشار خاطرات اکبر هاشمی رفسنجانی مبنی بر تصمیم دادگاه‌های پایان جنگ برای اعدام فرماندهان مقصر در بازپس‌گیری فاو توسط ارتش عراق، او از یحیی رحیم صفوی دفاع کرد و گفت: «آن کسی که می‌آید و تحلیل‌های آب‌دوغ خیاری می‌دهد، بیاید ببیند که آیا این بچه‌ها نجنگیدند؟ آیا مقاومت نکردند؟ … اینجا [شکست فاو]، دشمن مقصر اصلی است نه این بچه‌ها و آقای صفوی. آقای هاشمی هم این را بدانند آن روز صبح که فرماندهان دیگر هم بودند، اولین فرماندهی که داوطلب شد به همراه فرمانده لشکرها بیاید، جانشین فرمانده کل سپاه، رحیم صفوی بود.»
در پی خروج آمریکا از برجام و افزایش تنش‌ها بین ایران و آمریکا، قربانی خرداد ۱۳۹۸ ادعا کرد که ایران می‌تواند با دو موشک جدید و به کلی محرمانه ناوهای هواپیمابر آمریکا را کاملاً غرق کند.

## جایزه‌ها و نشان‌های افتخار
این بخش شامل نشان‌ها و جایزه‌های رسمی مرتضی قربانی است که بر روی لباس همسان او نصب می‌شد ولی جایزه‌های غیرنظامی و غیررسمی را دربر نخواهد گرفت.

### نوار نشان‌ها
|  |  |  |

### نام نشان‌ها
| نشان درجه ۱ فتح | نشان درجه ۲ فتح | نشان درجه ۳ فتح |